# Quỳnh Nga
Phạm Thị Quỳnh Nga (sinh ngày 7 tháng 9 năm 1988), thường được biết đến với nghệ danh Quỳnh Nga, là một nữ diễn viên, ca sĩ kiêm người dẫn chương trình truyền hình người Việt Nam.
Cô nổi tiếng với tên gọi "cá sấu chúa" sau khi tham gia bộ phim truyền hình Lập trình cho trái tim. Trước khi bước chân vào làng giải trí Việt, cô từng tham gia cuộc thi Miss Audition và giành được giải nhất của cuộc thi.

## Tiểu sử và sự nghiệp
Quỳnh Nga sinh ra và lớn lên tại Bát Tràng, thành phố Hà Nội. Gia đình cô làm kinh doanh cho thuê ô tô. Nhà cô có căn biệt thự 300m² nằm tọa lạc tại Bát Tràng. Năm 2010, cô tốt nghiệp ngành Đại học Văn hóa và ngành Quản lý văn hóa. Sau đó, cô đăng kí tham gia cuộc thi Miss Audition. Trong suốt quá trình cuộc thi, cô là thí sinh đã gây ấn tượng mạnh mẽ đối với khán giả. Và may mắn đã đến với cô khi bất ngờ cô được khán giả bình chọn nhiều nhất tại đêm Gala Miss Audition 2007. Chính nhờ sự yêu mến của khán giả dành cho cô mà Quỳnh Nga đã trở thành quán quân của Miss Audition 2007. Bước ra từ "sân chơi" Miss Audition, cô được mời tham gia bộ phim Lập trình cho trái tim do công ty FPT Media sản xuất. Sau khi bộ phim kết thúc, cô được khán giả đặt biệt danh cho cô là "cá sấu chúa". Từ đó, cô càng được công chúng biết đến và ngày càng được nổi tiếng hơn bởi vai diễn đổi đời của mình. Sau khi bộ phim kết thúc, "thừa thắng xông lên", cô tiếp tục khẳng định tên tuổi của mình trong giới giải trí bằng việc lấn sân sang lĩnh vực ca hát. Cô cùng nam ca sĩ Khánh Phương kết hợp "ăn ý" với nhau trong nhiều sản phẩm âm nhạc và đã tạo ra nhiều bản hit "đình đám" như: Tình yêu không đắn đo, Hình bóng của mây, Gió đông ấm áp, Lời hứa mùa đông, Ngàn lần khắc tên em,... Ngoài hát song ca cùng với anh, Quỳnh Nga còn thử sức mình với vai trò là ca sĩ solo. Các MV của cô cũng tương tự như lần cô song ca cùng anh cũng "làm mưa làm gió" trong nền âm nhạc V-pop thời bấy giờ như: Đành nói lời chia tay, Không được khóc để quên anh, Có lẽ, Quên đi thói quen, Quá  khứ không thể quên, Em tin, Điều anh lựa chọn,... Nhờ chất giọng vô cùng ngọt ngào kèm theo những ca từ nhẹ nhàng, trẻ trung, "bắt mắt" người nghe cùng với khuôn mặt đầy xinh xắn, thùy mị và nết na, cô đã không ngừng chiếm được nhiều tình cảm từ khán giả dành cho cô. Tháng 11 năm 2012, cô cho phát hành album phòng thu "True Love" đánh dấu "bước ngoặt" trong chặng đường sự nghiệp ca hát của cô và những sự yêu quý của khán giả đã và đang suốt bên cạnh cô trong suốt thời gian vừa qua. Ngoài thành công với vai trò là diễn viên và ca sĩ, cô còn thành công hơn với vai trò là MC. Năm 2014, cô phát hành ca khúc Điều anh lựa chọn và gây ra nhiều tiếng vang lớn. Năm 2016, sau 2 năm vắng bóng, Quỳnh Nga đã "tái xuất" showbiz với hình ảnh vô cùng quyến rũ, sexy và cô dường như đã hoàn toàn "lột xác". Với lần trở lại này, cô đã ấp ủ trong mình nhiều bài học kinh nghiệm kể từ sau nhiều sự việc không tốt đặc biệt là sau vụ việc cô lộ hát nhép khi vô tình "lỡ tay" rơi mic mà cô đã phải hứng chịu nhiều "gạch đá" từ phía dư luận trong suốt thời gian qua. Tháng 1/2016, cô cho ra mắt first single Nhật kí ngày ngủ yên do nhạc sĩ Bảo Thạch sáng tác dành riêng cho cô. Đây là ca khúc đánh dấu chặng đường trở lại "đường đua Vpop" sau hơn 2 năm vắng bóng và kết hôn. Tháng 5 năm 2017, cô đã tự ý sử dụng ca khúc Là con gái phải xinh của nữ ca sĩ Bảo Thy mà chưa có sự cho phép của cô. Sau đó, cô lại tiếp tục hứng nhiều "gạch đá" từ phía dư luận một lần nữa. Phía Bảo Thy cũng đã lên tiếng xác nhận việc Quỳnh Nga đã "hát chùa" ca khúc của Bảo Thy. Người quản lý của Bảo Thy cho biết đây là ca khúc mà Bảo Thy đã dành rất nhiều tâm huyết nhất. Bảo Thy hy vọng ca khúc mà cô dành nhiều công sức sẽ được khán giả yêu thích. Từ sau scandal ấy, Quỳnh Nga bẵng đi một thời gian và không còn xuất hiện trên mọi phương tiện truyền thông. Năm 2018, cô chính thức nói lời chia tay với showbiz để tập trung vào công việc kinh doanh.
Năm 2019, cô trở lại phim truyền hình qua vai Nhã trong Về nhà đi con phát sóng trên VTV1. Cũng trong năm này, cô còn đảm nhận vai Quỳnh Trinh trong Sinh tử cũng được phát trên VTV1.
Năm 2022, cô trở lại phim truyền hình với vai diễn Minh Minh trong phim Chồng cũ, vợ cũ, người yêu cũ đang phát trên VTV3. Bộ phim đánh dấu sự trở lại của cô sau 3 năm vắng bóng màn ảnh nhỏ.
Năm 2023, cô tham gia chương trình Chị đẹp đạp gió rẽ sóng (mùa 1) và đi đến vòng công diễn 5 của chương trình.
Năm 2024, cô tham gia chương trình Bước nhảy hoàn vũ mùa thứ 8 và đoạt giải quán quân.

## Tranh cãi
Tháng 5 năm 2010, Quỳnh Nga và một người đàn ông có vợ đã "đầu mày cuối mắt" trước cửa soát vé máy bay. Theo lời một số hành khách cùng chuyến, khi máy bay gần đến Nga, một khách người Nga phải đứng chờ rất lâu trước cửa toilet mới thấy Quỳnh Nga đi ra. Người đàn ông Việt cô gặp trước đó vẫn còn trong phòng vệ sinh. Cùng lúc ấy, vợ anh ta xông vào đánh ghen, cào cấu chồng và chửi bới cô.
Tháng 5 năm 2011, một đoạn clip dài chừng 45 giây của Quỳnh Nga thể hiện ca khúc Người tình mùa đông của nữ ca sĩ Như Quỳnh được phát tán cho thấy Quỳnh Nga đã hát nhép. Khán giả đã rất bức xúc sau khi xem clip này. Trên trang Facebook được cho là của Quỳnh Nga, cũng như trên các trang mạng tồn tại vô số phản ứng gay gắt dành cho cô. Có người còn kêu gọi giới trẻ nên tẩy chay những ca khúc do Quỳnh Nga thể hiện.
Tháng 5 năm 2017, cô bị dư luận "ném đá" dữ dội trên mạng xã hội vì đã tự ý sử dụng ca khúc Là con gái phải xinh của nữ ca sĩ Bảo Thy.

## Đời tư
Vào ngày 23 tháng 11 năm 2014, Quỳnh Nga kết hôn với nam người mẫu Trần Doãn Tuấn tại Hà Nội. Tháng 4 năm 2019, cô và Doãn Tuấn đã ly hôn sau gần 5 năm gắn bó với nhau.

## Danh sách phim

### Phim truyền hình
| Năm  | Tựa phim                      | Vai diễn            | Đoàn làm phim                                                                                           | Kênh phát sóng |
| ---- | ----------------------------- | ------------------- | --- | -------------- |
| 2007 | Nhật ký Vàng Anh 2            | Loan                | - Đạo diễn: Nguyễn Khải Anh                                                                             | VTV3           |
| 2009 | Lập trình cho trái tim        | Hà Vũ Vũ            | - Đạo diễn: Phi Tiến Sơn, Phạm Nhuệ Giang & Nguyễn Mạnh Hà - Diễn viên khác: Minh Tiệp                  | VTV3           |
| 2012 | Cao hơn bầu trời              | Trâm                | - Đạo diễn: Nguyễn Xuân Cường - Diễn viên khác: Tiến Lộc, Hải Anh, Trọng Hùng, Đồng Thanh Bình          | VTV1           |
| 2019 | Về nhà đi con                 | Nhã                 | - Đạo diễn: NSƯT Nguyễn Danh Dũng - Diễn viên khác: Quốc Trường & Bảo Thanh                             | VTV1           |
| 2019 | Sinh tử                       | Quỳnh Trinh         | - Đạo diễn: NSND Khải Hưng & NSƯT Nguyễn Mai Hiền - Diễn viên khác: Chí Nhân & Việt Anh                 | VTV1           |
| 2020 | Hoa trong bão                 | Bích/Uyên (Mẹ Bích) | - Đạo diễn: Trần Cảnh Đôn - Diễn viên khác: Tim, Đàm Phương Linh, Dương Hoàng Anh                       | SCTV14         |
| 2022 | Chồng cũ, vợ cũ, người yêu cũ | Minh Minh           | - Đạo diễn: NSƯT Vũ Trường Khoa & Hoàng Tích Thiện - Diễn viên khác: Việt Anh, Lã Thanh Huyền, Chí Nhân | VTV3           |

### Phim điện ảnh
| Năm  | Tựa phim             | Vai diễn | Đoàn làm phim      | Kênh phát sóng |
| ---- | -------------------- | -------- | ------------------ | -------------- |
| 2023 | Hùng Long Phong Bá 2 | Đào      | Toni Dương Bảo Anh | Galaxy Play    |

## Danh sách đĩa nhạc

### Album phòng thu
- Sắc Đẹp (2010)
- True Love (2012)

### Đĩa đơn
- Gió Đông Ấm Áp (ft Khánh Phương)
- Đành Nói Lời Chia Tay
- Sắc Đẹp
- Quá Khứ Không Thể Quên
- Em Tin
- Níu Giữ Giấc Mơ
- Xoa Dịu Trái Tim Em
- Quên Đi Thói Quen
- Bay Theo Tiếng Mưa
- Dù Anh Vẫn Còn Yêu (Khánh Phương)
- Sao Phải Xa Nhau (Khang Duy ft Nguyễn Linh)
- True Love
- Không Được Khóc Để Quên Anh
- Khi Em Trong Vòng Tay Anh
- Chia Tay Bất Ngờ
- Từng Cảm Giác Buồn
- Có Lẽ
- Tan Theo Hy Vọng
- Điều Anh Lựa Chọn
- Dù Mưa Vẫn Rơi
- Nhật Ký Ngày Ngủ Yên

## Các MV Tham Gia
- Hình Bóng Của Mây (Khánh Phương)
- Tôn Thờ Một Tình Yêu (Khánh Phương , Bằng Cường)
- Nước Mắt Đàn Ông (Khánh Phương)
- Sẽ Khóc Rất Nhiều (Khánh Phương)

## Các MV đã thực hiện
- Quá Khứ Không Thể Quên
- Không Tồn Tại
- Gặp Lại
- Em Nhớ Anh
- Gió Đông Ấm Áp (Khánh Phương)
- Ngàn Lần Khắc Tên Em (Khánh Phương)
- Không Tồn Tại
- Đành Nói Lời Chia Tay
- Xoa Dịu Trái Tim Em
- Em Tin
- Níu Giữ Giấc Mơ
- Quên Đi Thói Quen
- Con Đường Đầy Nắng
- Bay Theo Tiếng Mưa
- Dù Anh Vẫn Còn Yêu (Khánh Phương)
- Yêu Không Đắn Đo (Khánh Phương)
- True Love
- Lời Hứa Mùa Đông (Khánh Phương)
- Chia Tay Bất Ngờ
- Tìm Lại Ánh Dương
- Khi Em Trong Vòng Tay Anh
- Điều Sẽ Đến
- Từng Cảm Giác Buồn
- Suy Nghĩ
- Không Được Khóc Để Quên Anh
- Có Lẽ
- Điều Anh Lựa Chọn
- Nhật Ký Ngày Ngủ Yên
- Nơi Bình Minh Đầy Nắng (cùng với 29 chị đep khác)